# Embryoniertes Hühnerei

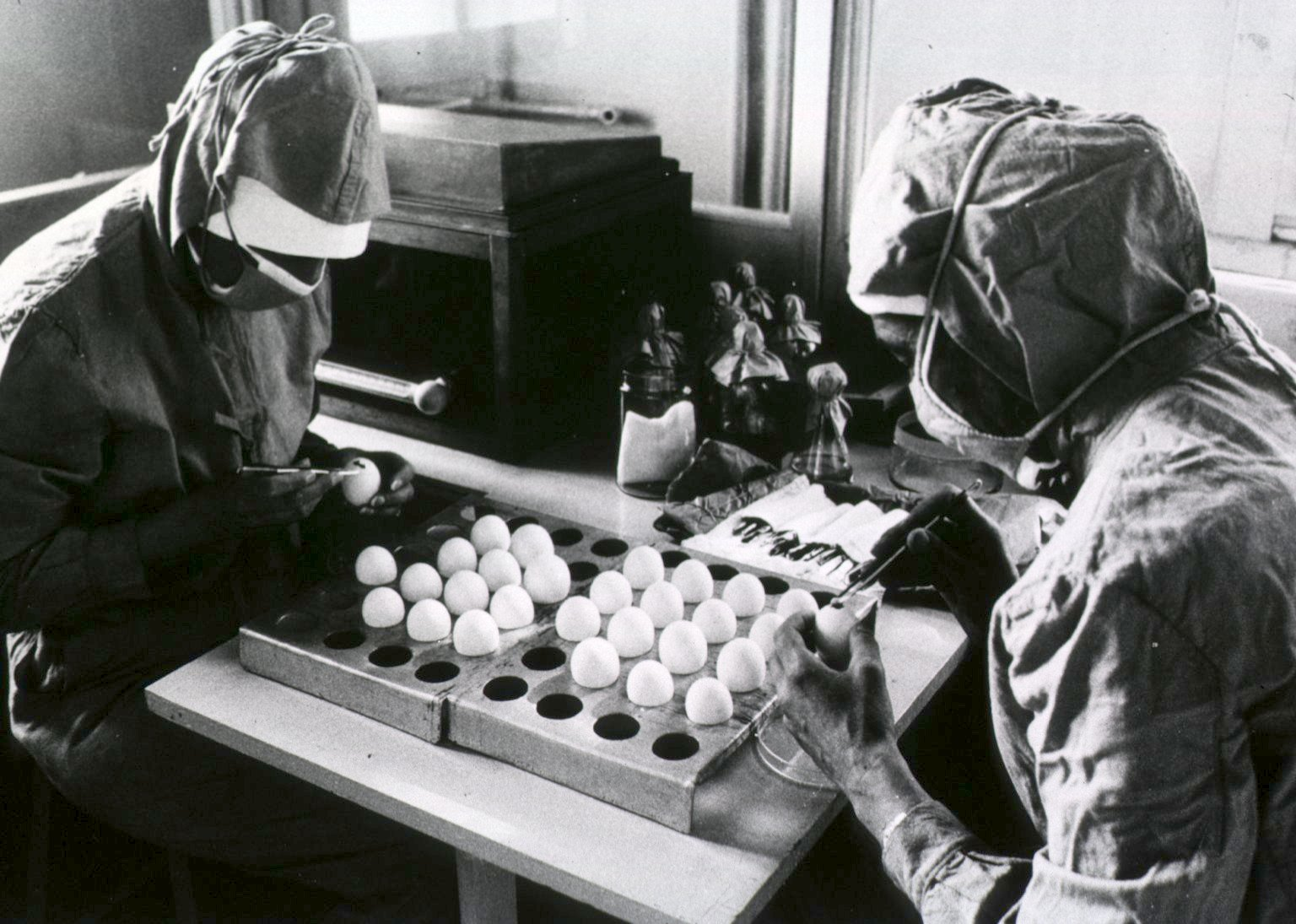
Beimpfen embryonierter Hühnereier mit Masernviren zur Impfstoffherstellung

Das embryonierte Hühnerei (auch Eikultur, bebrütetes Hühnerei oder Hühnerembryokultur) ist eine spezielle Labortechnik in der Virologie zur Vermehrung und zur Isolierung von Viren. Dabei werden Anhangsorgane eines vorbebrüteten Hühnerembryos oder selten auch der Embryo selbst mit virushaltigem Material beimpft und nach wenigen Tagen die neu entstandenen Viren gewonnen und weiter vermehrt oder untersucht. Selten werden auch andere intrazellulär sich vermehrende Erreger im Hühnerei vermehrt, so die Rickettsien und Chlamydien. Die Methode des embryonierten Hühnereis wurde 1932 von Ernest Goodpasture entwickelt und 1946 für die Virusvermehrung optimiert. Bis zur Entwicklung der Zellkultur-Technik in den 1950er Jahren war dies die einzige Methode zur gezielten Vermehrung von Viren im Labor, lediglich die Infektion von Versuchstieren war bis dahin möglich. Heute ist die Anzucht im Hühnerei weitestgehend von der Zellkultur verdrängt und beschränkt sich auf wenige Viren, bei denen keine oder keine ausreichende Vermehrung in Zellkulturen möglich ist. Der Einsatz bei der Virusdiagnostik beschränkt sich auf Einzelfälle oder Erreger von Tierseuchen, bei denen eine Untersuchung im embryonierten Hühnerei gesetzlich noch vorgeschrieben ist. Die größte Bedeutung hat das embryonierte Hühnerei heute noch bei der Anzucht von Orthomyxoviren, besonders bei der industriellen Produktion von Impfstoffen und Isolierung von Influenzaviren.

## Technik des embryonierten Hühnereis

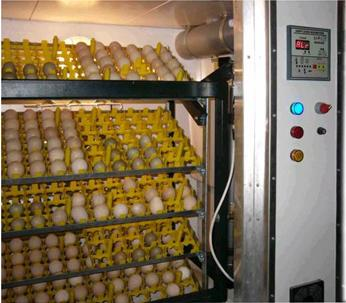
Brutschrank für bebrütete Hühnereier

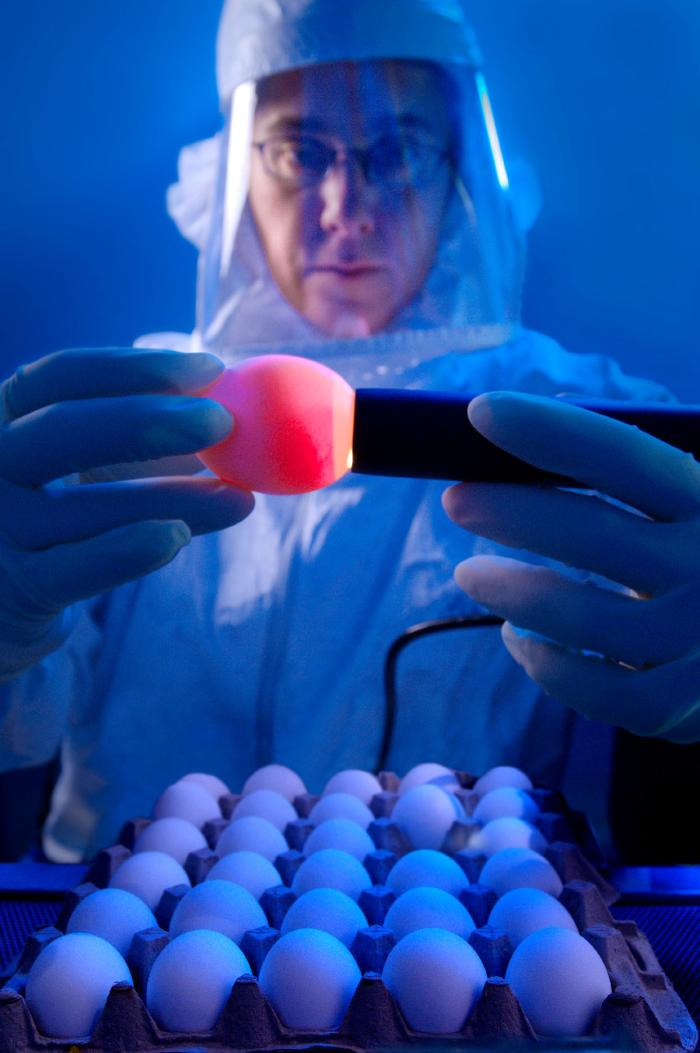
Durchleuchtung bebrüteter Hühnereier

Zur Vermehrung von Viren werden nur Hühnereier eingesetzt, die aus infektiologisch kontrollierten Hühnerbeständen stammen, da keine Vorinfektion des Embryos mit natürlichen Erregern von Hühnererkrankungen vorliegen dürfen. Diese Eier nennt man auch spezifiziert pathogenfrei (SPF-Eier). Um eine günstige Größe des Embryos zu erhalten, werden die befruchteten Hühnereier vor der Verwendung je nach später gewählter Infektionstechnik 5 bis 14 Tage bei 38 °C und einer relativen Luftfeuchtigkeit von 60 % in speziellen Brutschränken weiter bebrütet. Diese Brutschränke verfügen auch über eine Wendevorrichtung, die die Eier regelmäßig bewegt. Mit einem speziellen Leuchtschirm kann die Entwicklung des Embryos nach Herausnahme der Eier beobachtet werden („schieren“), abgestorbene oder nicht befruchtete Eier werden aussortiert. Aus embryonierten Hühnereiern werden auch CEF-Zellen erzeugt.

### Beimpfen der Anhangsorgane
Meist wird nicht der Embryo selbst, sondern seine Anhangsorgane beimpft. Je nach Virusspezies oder Fragestellung (Vermehrung oder Virusnachweis) sind dies der Dottersack, das Amnion, die Allantois oder die Chorionallantoismembran (CAM). Da diese während der Embryonalentwicklung zu unterschiedlichen Zeitpunkten eine zur Beimpfung optimale Größe und Empfänglichkeit für Viren zeigen, ist die Länge der Bebrütungszeit für die verwendeten Eier auch unterschiedlich. So ist die günstigste Zeitspanne für Infektionen des Dottersackes 5 bis 7 Tage nach Befruchtung, für Amnion und Allantois 10 Tage, für die CAM 11 bis 12 Tage. Erfolgt die Beimpfung zu früh, so ist das Anhangsorgan nicht ausreichend groß, erfolgt sie zu spät, können zunehmend hemmende Einflüsse der Immunabwehr (darunter die Bildung von Immunglobulin Y) oder eine abnehmende Empfänglichkeit der Organe eine erfolgreiche Infektion verhindern.
Die Beimpfung wird unter sterilen Bedingungen durchgeführt, um bakterielle Verunreinigungen zu vermeiden. Nach Desinfektion wird die Eischale mit einer kleinen Stanze geöffnet. Bei Beimpfen der CAM erfolgt dies an jener Eiseite, an der der Embryo innen anliegt; bei allen anderen Anhangsorganen wird der stumpfe Eipol eröffnet. Etwa 0,1 bis 0,2 ml virushaltige Flüssigkeit (Inokulum) wird mit einer Kanüle in die entsprechende Struktur injiziert. Danach wird die Schale mit einem Kleber oder Wachs verschlossen. Nach einem Tag weiterer Bebrütung werden die Eier mit einer Leuchtvorrichtung kontrolliert und abgestorbene Embryonen als Beimpfungsschaden aussortiert. Nach weiteren ein bis sechs Tagen können die vermehrten Viren aus der Allantois- oder Amnionflüssigkeit (dem Eiklar), oder der CAM- und Dottersackmembran gewonnen werden. Vorher wird das Ei über Nacht bei 4 °C gelagert, damit der Embryo abstirbt und sich die Blutgefäße zusammenziehen. Meist schließen sich weitere Reinigungsschritte wie beispielsweise eine Filtration oder Ultrazentrifugation an, um möglichst reine Viruspräparationen zu erhalten.

### Beurteilung der Embryoentwicklung
Die beimpften Eier werden regelmäßig, in der Regel täglich durchleuchtet und der Entwicklungsstand des Embryos beurteilt. Sind eine bakterielle Kontamination und ein Beimpfungsschaden ausgeschlossen, kann das Absterben des Embryos auf eine Virusvermehrung hindeuten, dies ist beispielsweise nach Beimpfung des Dottersackes mit Herpes-simplex-Viren zu beobachten. Weitere makroskopisch sichtbare Zeichen einer Virusvermehrung sind eine vermehrte Gefäßzeichnung des Embryos, Entzündungszeichen, petechiale Blutungen oder Fehlbildungen. Bei der Beimpfung mit Pockenviren, Herpes-simplex-Viren und dem Rous-Sarkom-Virus treten an der CAM dunkle, fleckige Veränderungen auf, die sogenannten pocks. Diese sind so charakteristisch, dass sie für die Diagnosestellung bei einem Virusnachweis herangezogen werden können. Meistens schließen sich zur Identifizierung des Erregers verschiedene weitere Untersuchungen an, so beispielsweise eine elektronenmikroskopische Untersuchung, ein Hämagglutinationstest oder der direkte Nachweis von Virusbestandteilen (Antigene und Nukleinsäure) zur genauen Typisierung.

## Bedeutung in der Virusdiagnostik
Die Bedeutung des embryonierten Hühnereies für die Virusisolierung und die Virusdiagnostik ist begrenzt, bei humanen Viren beschränkt sie sich mittlerweile auf die Isolierung und Typisierung von Influenzaviren. Bei der Isolierung unbekannter, neuer Erreger wird neben molekularen Methoden, Zellkultur und Elektronenmikroskopie auch das embryonierte Hühnerei eingesetzt. In der Veterinärmedizin werden noch eine Reihe von Erregern in der Eikultur gezogen, darunter besonders Vertreter der Pockenviren, Orthomyxoviren, Herpesviren, Togaviren sowie diverse aviäre Viren. Die folgende Tabelle gibt eine Übersicht der wichtigsten Erreger und ihr Verhalten im embryonierten Hühnerei. Manche Viren können erst dann erfolgreich und mit akzeptabler Ausbeute im Hühnerei vermehrt werden, wenn der Wildtyp durch mehrere Passagen (Blindpassagen) an das Hühnerei adaptiert wurde.
| Virus                                                                    | Virusfamilie     | Beimpfung         | Veränderungen                    | Entnahme (Ernte)                                              |
| ------------------------------------------------------------------------ | ---------------- | ----------------- | -------------------------------- | ------------------------------------------------------------- |
| Herpes-simplex-Viren                                                     | Herpesviridae    | Dottersack        | Embryotod                        |                                                               |
| Herpes-simplex-Viren                                                     | Herpesviridae    | CAM, Allantois    | große pocks, proliferative Herde | CAM                                                           |
| Hühner-Herpesvirus 1 (Virus der infektiösen Laryngotracheitis)           | Herpesviridae    | CAM, Allantois    | große Flecken an der CAM         | CAM                                                           |
| Schweine-Herpesvirus 1 (Virus der Aujeszkyschen Krankheit)               | Herpesviridae    | CAM               | keine sichtbaren Veränderungen   | CAM (nach Adaptation)                                         |
| Orthopoxvirus bovis (Virus der Kuhpocken)                                | Poxviridae       | CAM               | Hämorrhagische Herde             | CAM                                                           |
| Vacciniavirus                                                            | Poxviridae       | CAM               | Nekrosen                         | CAM, Allantois                                                |
| Ektromelie-Virus (Mäusepocken-Virus)                                     | Poxviridae       | CAM               | kleine proliferative Flecken     | CAM                                                           |
| Geflügelpocken-Virus                                                     | Poxviridae       | CAM               | große proliferative Flecken      | CAM (langsames Wachstum)                                      |
| Myxomatosevirus (Leporipoxvirus myxomatosis)                             | Poxviridae       | CAM               | kleinste Flecken                 | CAM                                                           |
| Enzephalomyokarditis-Virus (Aviäre Enzephalomyelitis, Kükenenzephalitis) | Picornaviridae   | Amnion, Allantois | Embryopathie                     | Amnion- und Allantoisflüssigkeit                              |
| Virus der Infektiösen Bursitis                                           | Birnaviridae     |                   |                                  |                                                               |
| Stomatitis-vesicularis-Virus                                             | Rhabdoviridae    | CAM, Allantois    | Embryotod, CAM                   | CAM, Allantoisflüssigkeit                                     |
| Rabiesvirus                                                              | Rhabdoviridae    | CAM (Adaptierung) | keine sichtbaren Veränderungen   | CAM, Allantoisflüssigkeit (nach Adaptation, mehrere Passagen) |
| Aviäre-infektiöse-Bronchitis-Virus                                       | Coronaviridae    | Allantois         | Embryotod, Zwergwuchs            | Allantoisflüssigkeit                                          |
| Pferdeenzephalomyelitis-Viren                                            | Togaviridae      | Allantois         | Embryotod                        | CAM, Allantoisflüssigkeit                                     |
| FSME-Virus                                                               | Flaviviridae     | Allantois, CAM    |                                  | CAM, Allantoisflüssigkeit                                     |
| Sendai-Virus                                                             | Paramyxoviridae  | Allantois         |                                  | Allantoisflüssigkeit                                          |
| Newcastle-Disease-Virus                                                  | Paramyxoviridae  | Amnion, CAM       | Embryotod, CAM                   | Allantoisflüssigkeit                                          |
| Hundestaupevirus                                                         | Paramyxoviridae  | CAM (Adaptierung) | kleinste Flecken auf der CAM     | CAM, Allantoisflüssigkeit                                     |
| Influenzaviren (A, B, und C)                                             | Orthomyxoviridae | Amnion, Allantois | teilweise Embryotod              | Allantoisflüssigkeit, Amnionflüssigkeit                       |

## Impfstoffherstellung im Embryonierten Hühnerei
Der große Vorteil der Virusvermehrung im embryonierten Hühnerei ist die hohe Ausbeute an Viren. Dies wurde schon ab den 1960er Jahren bei der Herstellung verschiedener Impfstoffe genutzt, um beispielsweise genügend Ausgangsmaterial für Totimpfstoffe (Spaltvakzine) gegen das Masernvirus (Masernimpfstoffe) und verschiedene Influenzaviren (Influenzaimpfstoffe) zu gewinnen. Besonders bei letzteren erreicht die Vermehrung in Zellkulturen bislang keine ausreichend hohe Viruskonzentrationen, so dass das embryonierte Hühnerei bis heute die industrielle Produktion von Influenzaimpfstoffen bestimmt. Die Problematik dieser Methode ist jedoch die aufwändige Reinigung des Eimaterials, bei der stets Spuren von Eiproteinen verbleiben und daher bei Vorliegen einer Hühnereiweißallergie nicht verabreicht werden können.